# Gaulby
Gaulby is een civil parish in het bestuurlijke gebied Harborough , in het Engelse graafschap Leicestershire met 241 inwoners.